# 白俄罗斯国立大学
白俄罗斯国立大学，白俄罗斯首都明斯克的一所公立大学，为白俄罗斯主要大学之一。该校建立于1921年10月。目前，该校有本科生16,500名，研究生1000名。

## 院系设置
该校设有17个学院，下设148个系。